# 莉萨·玛丽·普雷斯利
莉萨·玛丽·普雷斯利（英語：Lisa Marie Presley，1968年2月1日—2023年1月12日），生于美国田纳西州孟菲斯市，美国歌手、词曲作家、社会慈善活动者，是“猫王”埃尔维斯·普雷斯利独生女儿。作为埃尔维斯房产的唯一继承人，莉萨·玛丽生前是猫王生前的居所——现在的热门景点雅园的拥有者。
莉萨·玛丽女承父业，长期从事音乐事业，发行过许多唱片，其演唱和作词范围涵盖了乡村音乐、蓝调和民谣。
2005年她参加了由奧普拉·温弗里为新奥尔良组织的卡特里娜飓风赈灾活动。
由於未能有效管控財產，至2018年2月為止，她所繼承的1億美元遺產僅剩1.4萬美元現金，還背負50萬美元卡債。莉萨·玛丽·普雷斯利為此控告經紀人財產管理不當，截至目前為止尚在審理中。莉萨·玛丽共经历过四次婚姻，前夫包括歌手迈克尔·杰克逊和演員尼古拉斯·凯奇。

## 成长经历
莉萨·玛丽·普雷斯利在她的父母婚礼举行九个月后，出生在美国田纳西州孟菲斯市孟菲斯浸信会纪念医院。她出生后就居住在父亲位于孟菲斯的雅园里，直到1972年她的父母开始分居。在父母离婚后，她也分别开始随着父母在雅园和比弗利山庄两地生活。这样的情况一致持续到1977年8月16日她的父亲离世，之后她就开始一直居住在比弗利山庄。
在普雷斯利的父亲去世后，她与她的祖父母一同继承了他的房产。在她的祖父母相继于1979年和1980年去世后，普雷斯利独自继承了雅园。在1993年她25岁生日那天，普雷斯利正式继承了父亲估值约1亿美元的房产。

## 音乐事业

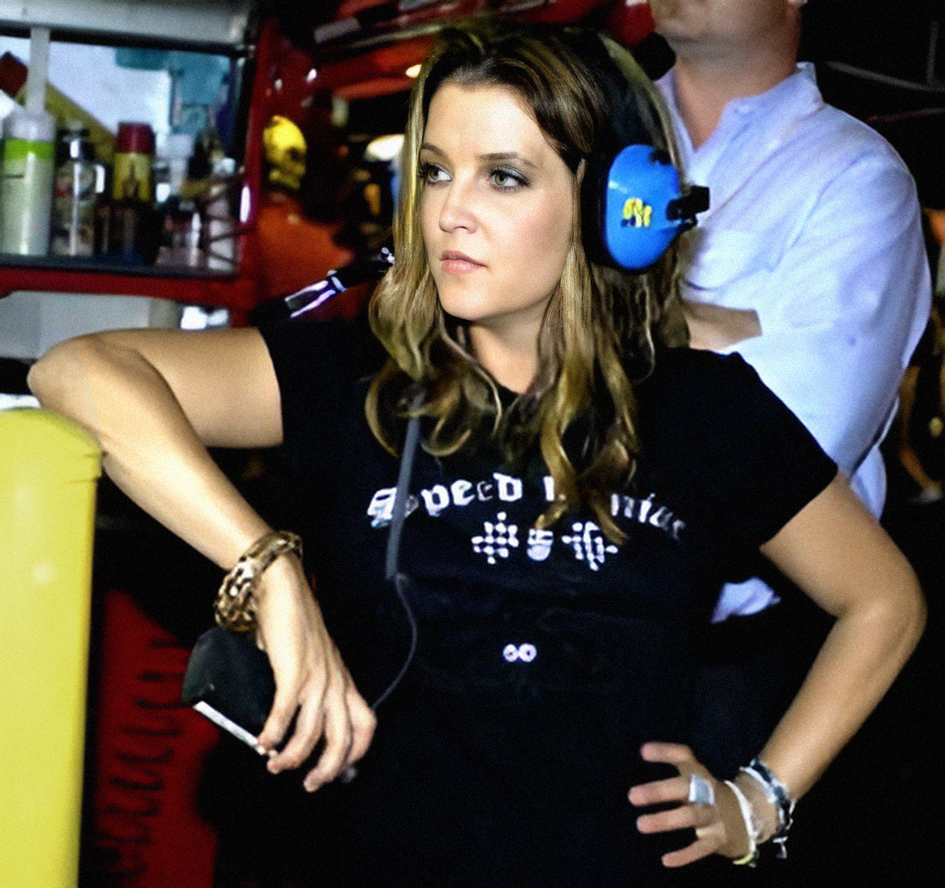
2005年，普雷斯利在戴通納國際賽道觀看比賽

2003年4月8日，莉萨·玛丽·普雷斯利发行了她的第一张个人专辑《To Whom It May Concern》，在告示牌二百强榜排名第5并在2003年6月被授予金唱片。普雷斯利自己编写了除《The Road Between》以外所有歌曲的歌词并与他人合作作曲。为了宣传唱片，她到达英国举办了一场演唱会。唱片中的第一首单曲《Lights Out》在告示牌“Hot Adult Top 40”排名第18位、英国排行榜第16位。在这张专辑的B面中还包含了普雷斯利与碎南瓜乐队的比利·科根合作编写的曲目《Savior》。
她的第二张专辑《Now What》于2005年4月5日发行，在告示牌二百强排名第9位。该专辑于2005年11月被授为金唱片。普雷斯利共与他人合作编写了10首歌曲并翻唱了唐·亨利的《Dirty Laundry》和雷蒙斯合唱团的《Here Today and Gone Tomorrow》。其中单曲《Idiot》是为了抨击那些她生命中出现的形形色色的男人。与她的第一张专辑不同，《Now What》被贴上了“需父母监护”的标签。她的两张专辑在2006年都被列为了白金唱片。普雷斯利翻录了Blue Öyster Cult的《Burnin' for You》并收录在唱片B面。此外粉红佳人在单曲《Shine》中参与了录制。
第三张专辑《Storm & Grace》于2012年5月15日发行，由奥斯卡奖和格莱美奖得主T-Bone Burnett制作。

## 个人生活

### 婚姻状况
1988年10月3日，当时20岁的莉萨·玛丽·普雷斯利嫁给了她的音乐家男友丹尼·基奥。在他们六年的婚姻关系中，共育有两个孩子，長女丹妮爾·芮莉·基奥在1989年5月29日生於聖莫尼卡市聖約翰健康中心，而長子本杰明·斯托姆·基奥在1992年10月21日生於佛羅里達州坦帕市哈曼娜婦女醫院,，在1994年4月，普雷斯利宣布她与基奥已经分开，但仍会为他们的孩子而保持良好的关系。一个月后，她乘飞机抵达多米尼加共和国进行了快速离婚。在此之后，她与基奥依旧保持了朋友关系并且有时会在一起写歌。基奥住在她家房屋的客居当中，在她外出音乐演出时在家教导他们的孩子。
在她与基奥离婚二十天后，普雷斯利与歌手迈克尔·杰克逊开始了另一段婚姻。他们第一次见面时普雷斯利只有七岁，当时杰克逊正在拉斯维加斯举行演唱会。据普雷斯利的一个朋友回忆，“他们的感情开始于1992年11月的洛杉矶”。据雅虎电影报道，“两人各感情进展地非常快”，四个月后杰克逊就向她求婚了。他们每天都通过电话联系对方。当杰克逊被指控恋童的案件曝光后，他在情感上愈发依赖莉萨的支持；她则关注他的每况愈下的健康和对药物的依赖。莉萨解释道，“我相信他没有做错任何事，他是被错误地指控了并且，是的，我爱上了他。我想拯救他，我觉得我能做到这一点。”随后，她说服了杰克逊私下解决指控并且暂时疗养以恢复身体。1996年1月，因为不可调和的分歧，莉萨·玛丽根据法律协议申请离婚。
1999年圣诞节前不久，普雷斯利与音乐家约翰·欧泽察订婚。她与欧泽察是在当年五月初认识的对方。不过普雷斯利在约翰尼·拉蒙52岁的生日聚会上遇见尼古拉斯·凯奇之后，就取消了订婚。
她与凯吉的关系从一开始就分分合合。在凯吉向她求婚后十天后，他们于2002年8月10日结婚，婚礼在夏威夷的马纳拉尼海湾酒店举行。作为一个狂热的猫王崇拜者，凯吉据说是唯一一个被允许参观埃尔维斯雅园卧室的直系家族外的外人。然而婚姻在仅仅持续了108天之后，凯吉在2002年11月25日提出协议离婚。而在仅仅两天前这对看似都高兴的夫妻还公开出席在电影《兰花窃贼》的首映式上。离婚协议最终在2004年5月26日敲定，整个离婚协议过程比实际婚姻时间还长。
普雷斯利在2006年1月22日与迈克尔·洛克伍德开始了第四段婚姻。洛克伍德是她的吉他手、音乐制作人以及导演。她的前夫基奥作为伴郎出席了在日本举行的婚礼，母亲普莉西拉·普雷斯利在十六位宾客前牵着她的手走下过道。2008年3月，普雷斯利因为体重明显增加而宣布自己已经怀孕。而她的丈夫这次则是第一次当爸爸。2008年10月7日，两名双胞胎女婴通过剖腹产手术於千橡市洛斯羅伯斯醫院和醫療中心诞生（Harper Vivienne Ann, Finley Aaron Love），分别重2.3千克与2.7千克。
普雷斯利介绍说她和她的家人已经移居英国：“我们觉得这里的的生活品质更加丰富而令人满意。”据报道，2010年8月普雷斯利和她的家人在英国肯特郡的坦布里奇韦尔斯附近购买了一套价值800万英镑的豪宅。她还表示说洛杉矶“近五六年来变得越来越糟，将来有可能更坏”。

### 山達基教信仰
莉萨·玛丽與她的母亲普莉希拉·普雷斯利在貓王去世之後受到打擊，開始信仰新興宗教山达基教。2008年起莉萨·玛丽對山達基教所作所爲開始不滿，在2014年正式離開山達基教，她的母親也因此離開了一年。在離開山達基教之前，莉萨·玛丽·普雷斯利曾是一位热衷山達基教相關事业的社会活动家。
1997年10月，莉萨·玛丽·普雷斯利与她的教友艾萨克·海耶斯一起发起了“识字、教育和能力计划”（Literacy, Education and Ability Program，缩写：LEAP）。LEAP计划旨在免费提供山達基教的學習技術来帮助人们有效地学习从而实现他们的目标，是一个针对田纳西孟菲斯各个年龄阶段的人群的激发他们的潜能的計劃。然而，所謂“學習技術”廣受教育界詬病，並普遍認爲是傳教工具。LEAP计划由山達基教會下轄的应用教育协会运行。
2002年9月26日，莉萨·玛丽·普雷斯利参加了一个关于反对使用药物治疗儿童注意缺陷障碍的国会听证会。她代表山达基教會的公民人权委员会向用類可卡因的精神药物控制患病儿童行为的治疗方式提出质询。2004年12月，美国时任总统乔治·沃克·布什签署通过了一项法案，法案将禁止强迫向学龄儿童使用精神药物。对此，普雷斯利赞扬国会通过了这项首创性的法案，它将会禁止学校教职员工以儿童课堂行为为由要求其父母对其进行药物治疗。

## 猫王的遗产

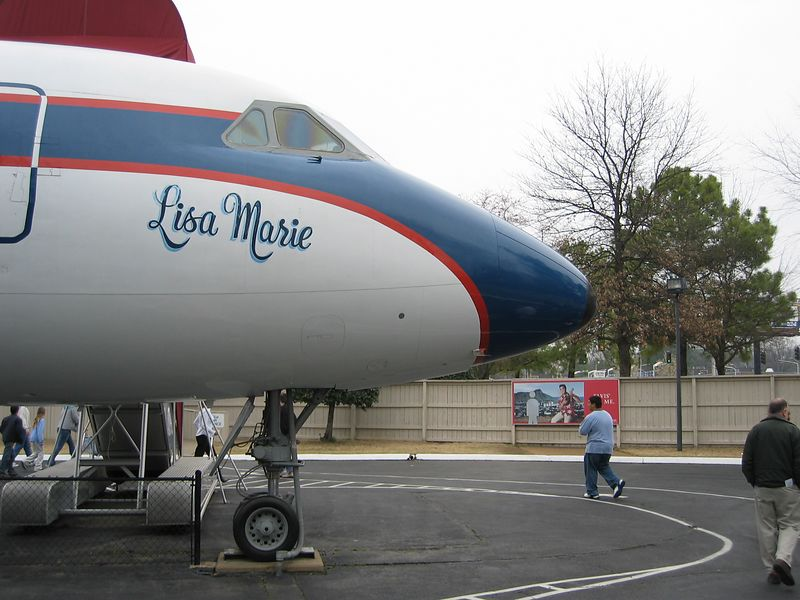
埃尔维斯以他女儿命名的飞机

### 莉萨·玛丽号
1975年11月，莉萨·玛丽的父亲以她的名字命名了自己的一架私人飞机，一架改装过的康维尔880喷气飞机（原载客量100人）。埃尔维斯花费了至少100万美元翻修了这架飞机并用来作为主要的交通工具。“莉萨·玛丽号”与埃尔维斯的另一架飞机“猎狗二号”目前停放在孟菲斯雅园展出。

## 逝世
2023年1月12日，麗莎·瑪麗因爲心搏驟停而緊急醫院醫治，隨後死亡。她最后一次公开露面是在去世前两天，她与她的母亲共同出席了第80届金球奖典礼。她最终被安葬在雅园的沉思园（Graceland Meditation Garden）中，紧靠着她的孩子本杰明和父亲埃尔文斯。

## 延伸阅读
- Taraborrelli, J. Randy. . Terra Alta, WV: Headline. 2004. ISBN 0-330-42005-4.
- Finstad, Suzanne. . Terra Alta, WV: Headline. 2006. ISBN 978-0-307-33695-8.